# Erik Blücher
Erik Blücher eller Tor Erik Nilsen (født 1953 i Moss) er en norsk politisk, højreekstrem aktivist. Blücher har selv udtalt at han ikke er nazist, men "national revolutionær". Han bliver af mange betragtet som nynazist. 
I 1975 etablerede Blücher det nynazistiske parti Norsk Front på grundlag af Nasjonal Ungdomsfylking (NUF), hvor han selv var "fører". Partiet skiftede navn til Nasjonalt Folkeparti i 1980. I 1983 bosatte Blücher sig i Helsingborg i Sverige og skiftede navn til Erik Nilsen. Han spiller i dag en betydelig rolle i det nynazistiske netværk i Skandinavien og Tyskland, blandt andet gennem at sprede voldsforherligende, racistisk propaganda og gennem det svenske pladeselskab Ragnarock, som udgiver "hvid magt"-musik, også i USA, England, Østrig og Finland.
Erik Blücher har været regnet som en ideologisk leder for den skandinaviske afdeling af det nynazistiske netværk Blood & Honour. Han har skrevet artikler og været aktiv på deres hjemmesider under pseudonymene "Max Hammer" og "Erik Bloodaxe". Han holder desuden taler på ved møder. 